# NGC 4725

NGC 4725 es una galaxia espiral barrada situada en la constelación de Coma Berenices, y fácil de ver con telescopios de aficionado.
Su distancia a la Vía Láctea, sobre la base de estudios realizados de sus cefeidas mediante el Telescopio Espacial Hubble se estima en alrededor de 40 millones de años luz. Ello la sitúa en el grupo de galaxias Coma I. 
El rasgo más interesante de esta galaxia es poseer un único brazo espiral, el cual emerge de un anillo que rodea a su barra central